# いちえふ 福島第一原子力発電所労働記
『いちえふ 福島第一原子力発電所労働記』（いちえふ ふくしまだいいちげんしりょくはつでんしょろうどうき）は、竜田一人（仮名）による漫画作品。日本の出版社である講談社発行の『モーニング』ならびに『週刊Dモーニング』2013年48号（2013年10月31日発売）より2015年45号（2015年10月8日発売）まで不定期連載された。
なお、表題のいちえふとは福島第一原子力発電所の作業員および周辺住民による通称「1F」である。

## 概要
作者である竜田一人（仮名）は、自称「売れない漫画家」であったが、東日本大震災を機に大学卒業後以来から長年勤めていた会社を辞め、被災地のためになる仕事に就くことを決意。紆余曲折の末、2012年6月から約半年に渡り、福島第一原子力発電所で作業員として従事した。
この経験を元にしたルポルタージュ漫画作品『いちえふ 〜福島第一原子力発電所案内記〜』（いちえふ ふくしまだいいちげんしりょくはつでんしょあんないき）を執筆。ほかの編集プロダクションで進んでいた企画が没になったため持ち込みを行う。最初の既に「福島の視察に行った人が鼻血を出した」といったような自身の体験と比較すると明らかにデマの内容の漫画を掲載した出版社に反応を見る意味で持ち込んだら、門前払いとなった。次いで『モーニング』に電話で連絡を行う。電話を受けた『モーニング』編集の篠原健一郎もあまり期待もしていなかったが、福島第一作業員という取材先としての希少性と、なにかのネタになるかもしれないと面会を受けた。篠原自身は持ち込み原稿そのままでもイケるとの判断を出したが、編集長を説得する材料として『〜案内記〜』を漫画新人賞である第34回MANGA OPENにエントリー。これが大賞受賞となり、『モーニング』、『週刊Dモーニング』2013年44号（2013年10月4日発売）に掲載されることになる。この号は、通常以上に売上が増え、掲載当日に共同通信から取材の申し込みが行われるなど海外メディアからも取材が殺到した。
この反響を受け、『モーニング』、『週刊Dモーニング』2013年48号から『労働記』としての連載が決定した。キャッチコピーとして「フクシマの真実を暴く漫画ではない」と付けられている。これは雑誌掲載時に担当編集者が付けたものであり、作者自身も本作品は真実ではなく自身の見聞、体験を描くことを目的としている。
連載をまとめたコミックス1巻が2014年4月23日に発売されたが、新人漫画家としては異例の初版15万部の発行であった。
また、NHKの『クローズアップ現代「いま福島を描くこと 〜漫画家たちの模索〜」』（2014年6月2日放送）でも「個人を特定しない」という条件にて竜田は取材に応じている。
日本財団が主催する『これも学習マンガだ!〜世界発見プロジェクト〜』にて、2015年10月6日に発表された「学びにつながるマンガ100冊」の1冊（社会部門）に本作が選定されている。
2015年後半から2016年にかけて、スペイン、フランス、ドイツ、イタリア、台湾で現地語版が販売される。英語版は左右逆開きになるための編集作業があったため、2017年と遅れて販売された。
2017年時点では招かれて毎日ホール（東京都千代田区一ツ橋）や南相馬市で講演を行っている。今後も福島第一原子力発電所での作業に従事したいという思いから講演は覆面で行われている。歌でも記録を残したいとの自身の想いから、講演中に震災と原発事故後の浜通りをテーマとし、自身で作詞作曲した歌を披露している。
武田徹は「平成という時代を考えるための本7冊」の中の1冊に本作を選んでおり、「凡百の事故後ルポを凌ぐ臨場感、存在感を示した」と評している。

## 登場人物

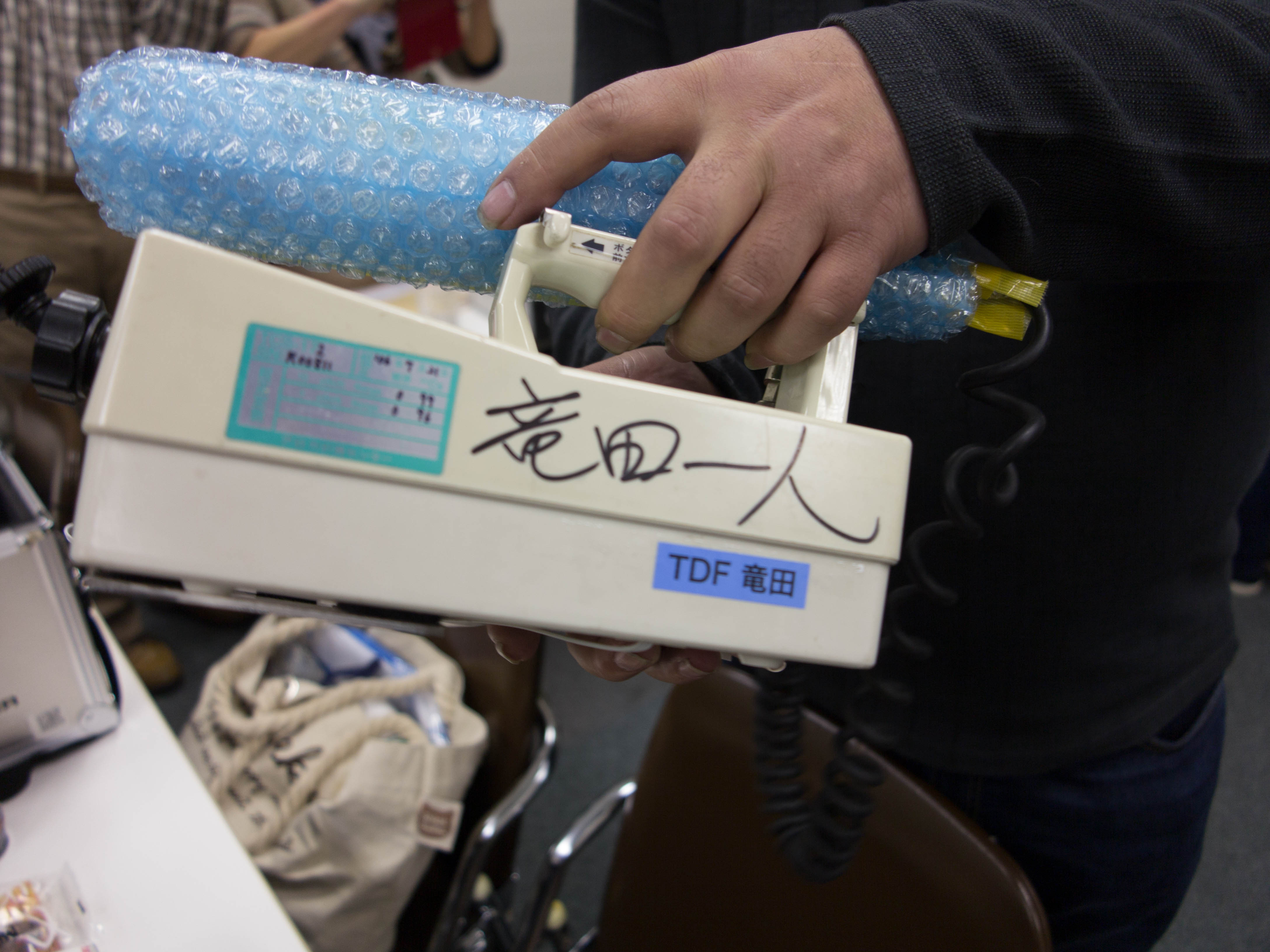
竜田一人の署名が書かれたサーベイメーター（2015年12月12日、三重大学教育学部教授奥村晴彦により撮影）

竜田一人（たつた かずと）
本作の作者にして主人公。仮名であることが明言されている。名前はJR東日本常磐線の竜田駅から。他の登場人物（いずれも仮名）も常磐線の駅名から採られている。
作中の経歴は上記#概要の通り。

## 書籍情報
- 竜田一人 『いちえふ』 講談社〈モーニングKC〉、全3巻
  1. 2014年4月23日発売 ISBN 978-4-06-388318-3
    - 『いちえふ 〜福島第一原子力発電所案内記〜』を「第零話 ご安全に!」として収録

  2. 2015年2月23日発売 ISBN 978-4-06-388396-1
  3. 2015年10月23日発売 ISBN 978-4-06-388522-4